# Alaska P. Davidson
Alaska Packard Davidson (1 tháng 3 năm 1868 - 16 tháng 7 năm 1934) là một sĩ quan thực thi pháp luật Hoa Kỳ, cô nổi tiếng là nữ đặc vụ đầu tiên của FBI.

## Cuộc sống cá nhân
Davidson được sinh ra ở Warren, Ohio vào ngày 1 tháng 3 năm 1868, là con gái của Warren và Mary Elizabeth Doud Packard. Cô có hai anh trai là James Ward Packard và William Doud Packard, đã thành lập Packard - một nhà sản xuất ô tô về sau được tiếp quản bởi Studebaker.
Davidson có ba năm học công lập nhưng không được học đại học và cô có một đứa con, Esther- đã chết năm 1902. Davidson đã kết hôn hai lần, lần đầu tiên với Ephraim B. McCrum Jr. vào năm 1893. Năm 1910 và 1920, Tổng điều tra Hoa Kỳ liệt kê tên của chồng của cô là James B. Davidson. Năm 1930, tình trạng hôn nhân của cô được liệt kê là "góa bụa".
Cô mất vào ngày 16 tháng 7 năm 1934, ở tuổi 66.

## Làm việc cho FBI
Vào ngày 11 tháng 10 năm 1922, ở tuổi 54, Davidson được giám đốc William J. Burns thuê làm việc tại Cục Điều tra (tên cũ của FBI) với tư cách là một điều tra viên đặc biệt; Davidson là nữ đặc vụ đầu tiên. Cô được đào tạo tại thành phố New York, sau đó cô được bổ nhiệm vào văn phòng thực địa Washington, DC. Mức lương khởi điểm của Davidson là 7 đô la một ngày cộng với 4 đô la khi đi công tác.
Cục Điều tra quan tâm đến việc thuê các nữ đặc vụ làm việc trong các vụ án liên quan đến Đạo luật Mann, nhằm chống mua bán tình dục giữa các tiểu bang. Tuy nhiên, vì cô được coi là "rất tinh tế", nên đã ra lệnh rằng cô sẽ không bị đưa vào những nhiệm vụ "thô bạo". Điều này, kết hợp với sự học hành hạn chế của cô, Davidson bị hạn chế sử dụng khi truy tố những tội ác đó. Trong thời gian làm việc tại văn phòng thực địa ở Washington, cô cũng liên quan đến một vụ kiện chống lại một đặc vụ khác, người đang thông tin của Bộ Tư pháp cho bọn tội phạm.
Sau khi J. Edgar Hoover trở thành giám đốc của Cục vào năm 1924 sau vụ bê bối Teapot Dome, ông đã yêu cầu Davidson từ chức khi Đặc vụ phụ trách văn phòng tại Washington báo cáo rằng ông "không có công việc đặc biệt nào cho một nữ đặc vụ". Cô đã từ chức vào ngày 10 tháng 6 năm 1924.
Chỉ có ba phụ nữ trở thành đặc vụ trong những năm 1920 và, với sự từ chức của Davidson và đồng nghiệp Jessie B. Duckstein vào năm 1924 và Lenore Houston vào năm 1928, FBI không có nữ đặc vụ nào trong khoảng thời gian từ 1929 đến 1972.

## Trong văn hóa đại chúng
Davidson được nhắc đến với tư cách là nữ đặc vụ FBI đầu tiên của nhân vật Lana Kane trong tập phim có tựa đề "Waxing Gibbous" của loạt phim truyền hình Archer: Dreamland đã được The A.V. Club ghi nhận như một ví dụ về thói quen sử dụng các tài liệu tham khảo tối nghĩa.